# قرارداد ما به التفاوت
قرارداد ما به التفاوت (به انگلیسی: Contract For Difference) (اختصاری CFD) نوعی قرارداد مشتقه معاملاتی است، که به موجب آن خریدار و فروشنده توافق می‌کنند، اختلاف نرخ بین قیمت باز و بسته شدن یک قرارداد معاملاتی بر اساس دارایی پایه مشخصی را به یکدیگر بپردازند.
در معاملات CFD معامله گران مالک واقعی دارایی و سهام نخواهند بود بلکه صرفاً از طریق پیش‌بینی از آینده قیمت دارایی‌ها، معامله خرید یا فروش را اخذ می‌کنند در واقع در این نوع معاملات امکان نوسان‌گیری از تغییرات قیمت بدون تحویل فیزیکی و پرداخت کامل ارزش دارایی را برای سرمایه‌گذاران فراهم می‌شود.

## تاریخچه
CFD در اصل در اوایل دهه ۱۹۹۰ میلادی توسط یک شرکت کارگزاری معاملات مشتقه به نام «Smith New Court» در بورس لندن معرفی شد؛ که البته ایده اصلی مربوط به آقایان «Brian Keelan» و «Jon Wood» بود.
CFDها روی حاشیه اعتباری داد و ستد می‌شود. بدین معنا که شما یک بخش کوچکی از ارزش اولیه سهام را (بین ۱۰٪ و ۳۰٪ بستگی به ارائه دهنده CFD)برای افتتاح معامله در عوض پرداخت ارزش کامل سهام اولیه می‌پردازید.
| مثال ۱: وجه تضمین اولیه فرض کنید سهام شرکت آلفا، در قیمت ۲ دلار مظنه داده شده‌است و آقای الف در عوض قصد دارد تا ۲۰۰۰ سهم شرکت آلفا را به عنوان CFD در قیمت پیشنهادی ۲ دلار بخرد. با فرض اینکه ارائه دهنده حاشیه CFD را در ۱۰٪ تنظیم کند. وجه تضمین اولیه سرمایه‌گذاری آقای الف $۴۰۰ = ۱۰٪ × $۲٫۰۰ × ۲۰۰۰ خواهد بود. |

آقای الف می‌تواند آن معامله را با ۴۰۰ دلار در مقابل پرداخت ۴۰۰۰ دلاری برای سهام اصلی افتتاح کند.

## چگونه اهرم سودها و زیان‌ها را بیشتر می‌کند.
تأثیر اهرمی بدین معناست که اگر بازارها به نفع یا ضرر معامله آقای الف حرکت کنند. سود یا ضرر مربوطه آقای الف بیشتر خواهد شد. اینجا برخی مثال‌های چگونگی اثر شدید اهرمی سود و زیان الف را نشان می‌دهد.
| مثال ۲: مثال سود فرض کنید یک روز بعد، سهام شرکت آلفا افزایش یافته و به قیمت ۲٫۰۵ دلار رسیده‌است. آقای الف تصمیم به فروش CFD در قیمت ۲٫۰۵ دلار گرفته‌است. او یک سود ۱۰۰دلاری [۲۰۰۰×($۲٫۰۰ - $۲٫۰۵)] را کسب می‌کند. بازگشت سرمایه از CFD معادل ۲۵٪ (۴۰۰ ÷۱۰۰) است. این موضوع بازگشت سرمایه را در حدود ۲٫۵٪ (۴۰۰۰ ÷۱۰۰) مقایسه می‌کند اگر او مستقیماً در سهام اصلی سرمایه‌گذاری می‌کرد. آقای الف از ارائه کننده CFD معادل ۱۰۰ دلار به کسر هرگونه هزینه‌های تراکنش و مالی و حق کمیسیون از او دریافت می‌کند. |

| مثال ۳: مثال زیان در مقابل، اگر بازار به ضرر معامله آقای الف حرکت کند و سهام شرکت آلفا به ۱٫۹۵ دلار برسد. آقای الف ممکن است انتخاب کند تا سهامش را در ۱٫۹۵ دلار برای جلوگیری از تحمل زیان بیشتر بفروشد. آقای الف یک زیان ۱۰۰ [۲۰۰۰ × (۲٫۰۰$ - ۱٫۹۵$ )] دلاری را از معامله CFD تحمل می‌کند . در این مثال، بازگشت سرمایه برای سرمایه‌گذاری در CFD منفی ۲۵٪ (۴۰۰ ÷ ۱۰۰-) خواهد بود، برای مقایسه با بازگشت سرمایه منفی ۲٫۵٪ (۴٬۰۰۰ ÷ ۱۰۰-) اگر او مستقیماً در سهام اصلی سرمایه‌گذاری می‌کرد. اگرچه، این معامله برای آقای الف بیشتر از ۱۰۰ دلار به ارائه دهنده CFD از آب در می‌آید، یکبار دیگر هزینه‌های تراکنش و مالی و حق کمیسیون فاکتور می‌شوند. |

تصور کنید که یک خریدار و یک فروشنده CFD وجود دارد، اگر بهای سهام افزایش یابد، خریدار می‌برد. اگر بهای سهام کاهش یابد، فروشنده برنده می‌شود. برای هر شخصی که برنده می‌شود، یک نفر در طرف دیگر قرارداد هست که همان مبلغ را می‌بازد. در این قرارداد شما بایستی همچنین هزینه‌ها را پرداخت کنید.